# Sage Group
The Sage Group plc eller Sage er en britisk multinational virksomhedssoftware-koncern med hovedkvarter i Newcastle upon Tyne. De har ca. 6,1 mio. kunder på verdensplan, heraf primært mindre virksomheder, der benytter deres virksomhedsressource-software. De har kontorer i 24 lande.